# Massimo Belli
Massimo Belli (Assisi, 30 gennaio 1951) è un attore e regista italiano.

## Biografia
Inizia la sua carriera giovanissimo con il regista Giancarlo Cobelli negli spettacoli del quale interpreterà ruoli quali Romeo (Romeo e Giulietta), Illo (Le Trachinie), Julio (La Venexiana), Il Figlio (Sei personaggi in cerca d'autore), Fabrizio (La locandiera), Alfred Redl (Un patriota per me) e tanti altri sempre a fianco di grandi interpreti del teatro italiano come Valeria Moriconi, Alida Valli, Giorgio Albertazzi.
Ha ricevuto il premio Efebo d'oro come miglior attore televisivo dell'anno per la sua interpretazione nello sceneggiato televisivo tratto dal romanzo Teresa Raquin di Émile Zola con la regia di Cobelli.
Debutta come regista nel 1995 a Roma mettendo in scena Quai Ouest di Bernard-Marie Koltès, e in seguito partecipa a festival quali Taormina Arte, Borgio Verezzi, La Versiliana con gli spettacoli: Ai No Fuan di Yukio Mishima, Regine di Giacomo Carbone, La bottega del caffè di Rainer Werner Fassbinder, L'impresario delle Smirne di Carlo Goldoni, La fiaccola sotto il moggio di Gabriele D'Annunzio; lavorando con artisti quali: Aldo Giuffré, Sandra Milo, Flavio Bucci, Caterina Vertova, Nino Castelnuovo, David Sebasti.
Mette in scena anche opere liriche quali: Tosca, Rigoletto, La locandiera (musicata da Antonio Salieri), Manon Lescaut.